# Снеготин
Снеготин је насеље у Србији у општини Голубац у Браничевском округу. Према попису из 2022. било је 123 становника.

## Демографија
У насељу Снеготин живи 171 пунолетни становник, а просечна старост становништва износи 49,4 година (49,2 код мушкараца и 49,5 код жена). У насељу има 58 домаћинстава, а просечан број чланова по домаћинству је 3,33.
Становништво у овом насељу веома је нехомогено, а у последња три пописа, примећен је пад у броју становника.
|  |

| Демографија | Демографија | Демографија |
| Година      | Становника  | Становника  |
| ----------- | ----------- | ----------- |
| 1948.       | 430         |             |
| 1953.       | 422         |             |
| 1961.       | 392         |             |
| 1971.       | 384         |             |
| 1981.       | 385         |             |
| 1991.       | 354         | 227         |
| 2002.       | 201         | 333         |
| 2011.       | 148         |             |

| Етнички састав према попису из 2002.‍ | Етнички састав према попису из 2002.‍ | Етнички састав према попису из 2002.‍ | Етнички састав према попису из 2002.‍ | Етнички састав према попису из 2002.‍ |
| ------------------------------------ | ------------------------------------ | ------------------------------------ | ------------------------------------ | ------------------------------------ |
|                                      |                                      |                                      |                                      |                                      |
| Срби                                 | Срби                                 |                                      | 116                                  | 57,71%                               |
| Власи                                | Власи                                |                                      | 73                                   | 36,31%                               |
| Румуни                               | Румуни                               |                                      | 1                                    | 0,49%                                |
| Југословени                          | Југословени                          |                                      | 1                                    | 0,49%                                |
| непознато                            | непознато                            |                                      | 0                                    | 0,0%                                 |

| Година пописа     | 1948. | 1953. | 1961. | 1971. | 1981. | 1991. | 2002. |
| ----------------- | ----- | ----- | ----- | ----- | ----- | ----- | ----- |
| Број домаћинстава | 106   | 101   | 94    | 90    | 80    | 71    | 58    |

| Број чланова      | 1  | 2  | 3 | 4 | 5 | 6 | 7 | 8 | 9 | 10 и више | Просек |
| ----------------- | -- | -- | - | - | - | - | - | - | - | --------- | ------ |
| Број домаћинстава | 15 | 14 | 7 | 6 | 4 | 2 | 8 | 1 | 1 | 0         | 3,33   |

| Пол    | Укупно | Неожењен/Неудата | Ожењен/Удата | Удовац/Удовица | Разведен/Разведена | Непознато |
| ------ | ------ | ---------------- | ------------ | -------------- | ------------------ | --------- |
| Мушки  | 76     | 11               | 58           | 5              | 2                  | 0         |
| Женски | 103    | 16               | 60           | 22             | 5                  | 0         |
| УКУПНО | 179    | 27               | 118          | 27             | 7                  | 0         |

| Пол    | Укупно                    | Пољопривреда, лов и шумарство | Рибарство                            | Вађење руде и камена | Прерађивачка индустрија       |
| ------ | ------------------------- | ----------------------------- | ------------------------------------ | -------------------- | ----------------------------- |
| Мушки  | 34                        | 21                            | 0                                    | 0                    | 2                             |
| Женски | 25                        | 13                            | 0                                    | 0                    | 1                             |
| УКУПНО | 59                        | 34                            | 0                                    | 0                    | 3                             |
| Пол    | Производња и снабдевање   | Грађевинарство                | Трговина                             | Хотели и ресторани   | Саобраћај, складиштење и везе |
| Мушки  | 0                         | 0                             | 4                                    | 1                    | 1                             |
| Женски | 0                         | 0                             | 3                                    | 0                    | 0                             |
| УКУПНО | 0                         | 0                             | 7                                    | 1                    | 1                             |
| Пол    | Финансијско посредовање   | Некретнине                    | Државна управа и одбрана             | Образовање           | Здравствени и социјални рад   |
| Мушки  | 0                         | 0                             | 3                                    | 0                    | 0                             |
| Женски | 0                         | 0                             | 1                                    | 0                    | 0                             |
| УКУПНО | 0                         | 0                             | 4                                    | 0                    | 0                             |
| Пол    | Остале услужне активности | Приватна домаћинства          | Екстериторијалне организације и тела | Непознато            | Непознато                     |
| Мушки  | 1                         | 0                             | 0                                    | 1                    | 1                             |
| Женски | 5                         | 0                             | 0                                    | 2                    | 2                             |
| УКУПНО | 6                         | 0                             | 0                                    | 3                    | 3                             |